# Mineralogie

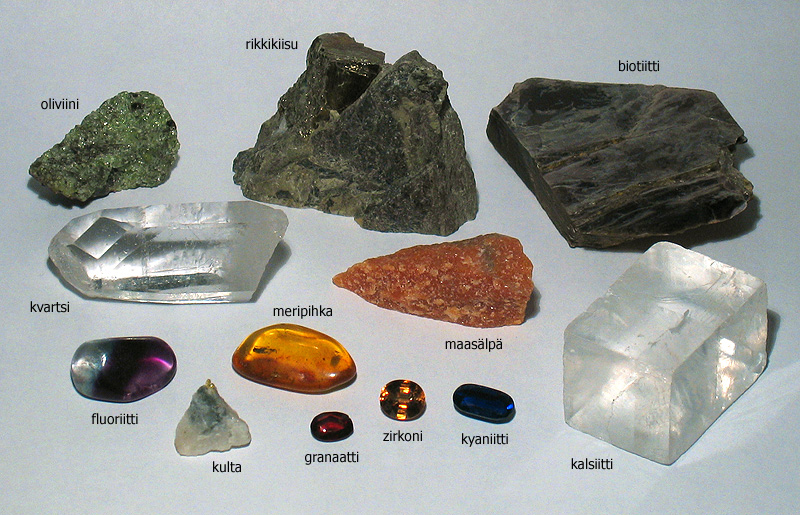
Minerály

Mineralogie je vědecká disciplína, zabývající se minerály (nerosty), jejich vnitřní stavbou, vzhledem, fyzikálními a chemickými vlastnostmi, jejich vznikem a přeměnami v přírodě a také možnostmi technického využití. Minerály jsou pak základní stavební složky hornin. Mineralogie je základní vědní disciplína, o kterou se dále opírá petrografie, petrologie, geochemie, regionální geologie, ložisková geologie.
V mineralogii jsou využívány poznatky z matematiky, fyziky, chemie, botaniky, zoologie, aplikovaných věd (hutnictví, hornictví, stavebnictví, zemědělství, pedologie, chemický průmysl, atd.)
Mineralogie je součástí věd o Zemi.

## Rozdělení
- všeobecná mineralogie -  studuje vnější tvar krystalů i vnitřní stavbu minerálů, neopomíjí chemické i fyzikální vlastnosti minerálů
  - krystalografie
  - krystalová chemie - studuje chemické vztahy a zákonitosti v minerálech
- systematická (speciální) mineralogie
- aplikované vědní obory
  - topografická mineralogie
  - experimentální mineralogie
  - genetická mineralogie
  - technická mineralogie
  - krystalochemie
  - krystalooptika
  - krystalofyzika